# Asplenium lamotteanum
Asplenium lamotteanum là một loài dương xỉ trong họ Aspleniaceae. Loài này được H mô tả khoa học đầu tiên năm 1880.
Danh pháp khoa học của loài này chưa được làm sáng tỏ. 